# Diego Diellos
Diego Gaspar Diellos (23 de septiembre de 1993, San Vicente, Misiones, Argentina) es un futbolista argentino. Su posición es delantero y su equipo actual es Nacional Potosí de la Primera División de Bolivia.

## Biografía
Nacido en San Vicente, Misiones llegó al Cervecero en 2007. Ese mismo año se probó en El Porvenir pero no lo ficharon porque había cerrado el libro de pases. Sus números en el conjunto quilmeño son:
- 2008 Octava  * 16 goles
- 2009 Séptima * 16 goles
- 2010 Sexta   * 6 goles
- 2010 Quinta  * 2 goles
- 2011 Quinta  * 12 goles
- 2012 Cuarta  * 5 goles
- Reserva      * 22 goles

Debutó en primera en el Torneo Inicial 2012 contra Vélez Sarsfield en el Estadio Centenario en una victoria 1-0.

## Selección Juvenil
Integró la Selección Sub-20 dirigida por Walter Perazzo.

## Estadísticas

### Clubes
- Actualizado hasta el 16 de septiembre de 2022.

| Quilmes Argentina | 1.ª                 | 2012-13             | 4   | 0  | 1 | 0 | - | - | 5   | 0  | 0,00 |
| Quilmes Argentina | 1.ª                 | 2013-14             | 4   | 0  | 0 | 0 | - | - | 4   | 0  | 0,00 |
| Quilmes Argentina | 1.ª                 | 2014                | 0   | 0  | 0 | 0 | - | - | 0   | 0  | 0,00 |
| Quilmes Argentina | Total club          | Total club          | 8   | 0  | 1 | 0 | - | - | 9   | 0  | 0,00 |
| Sarmiento (J) Argentina | 2.ª                 | 2013-14             | 20  | 2  | 0 | 0 | - | - | 20  | 2  | 0,10 |
| Sarmiento (J) Argentina | Total club          | Total club          | 20  | 2  | 0 | 0 | - | - | 20  | 2  | 0,10 |
| Sportivo Belgrano Argentina | 2.ª                 | 2015                | 23  | 2  | 1 | 0 | - | - | 24  | 2  | 0,08 |
| Sportivo Belgrano Argentina | Total club          | Total club          | 23  | 2  | 1 | 0 | - | - | 24  | 2  | 0,08 |
| Central Córdoba (SdE) Argentina | 2.ª                 | 2016                | 10  | 3  | - | - | - | - | 10  | 3  | 0,30 |
| Central Córdoba (SdE) Argentina | 2.ª                 | 2016-17             | 15  | 2  | 1 | 0 | - | - | 16  | 2  | 0,12 |
| Central Córdoba (SdE) Argentina | Total club          | Total club          | 25  | 5  | 1 | 0 | - | - | 26  | 5  | 0,19 |
| Almagro Argentina | 2.ª                 | 2017-18             | 19  | 6  | 0 | 0 | - | - | 19  | 6  | 0,31 |
| Almagro Argentina | Total club          | Total club          | 19  | 6  | 0 | 0 | - | - | 19  | 6  | 0,31 |
| Cafetaleros de Tapachula · México | 2.ª                 | A-2018              | 10  | 2  | 3 | 1 | - | - | 13  | 3  | 0,23 |
| Cafetaleros de Tapachula · México | Total club          | Total club          | 10  | 2  | 3 | 1 | - | - | 13  | 3  | 0,23 |
| Rangers · Chile | 2.ª                 | 2019                | 10  | 0  | 0 | 0 | - | - | 10  | 0  | 0,00 |
| Rangers · Chile | Total club          | Total club          | 10  | 0  | 0 | 0 | - | - | 10  | 0  | 0,00 |
| Agropecuario Argentina | 2.ª                 | 2020                | 3   | 0  | - | - | - | - | 3   | 0  | 0,00 |
| Agropecuario Argentina | 2.ª                 | 2022                | 26  | 2  | 1 | 0 | - | - | 27  | 2  | 0,07 |
| Agropecuario Argentina | Total club          | Total club          | 29  | 2  | 1 | 0 | - | - | 30  | 2  | 0,06 |
| Güemes (SdE) Argentina | 2.ª                 | 2021                | 25  | 2  | - | - | - | - | 25  | 2  | 0,08 |
| Güemes (SdE) Argentina | Total club          | Total club          | 25  | 2  | - | - | - | - | 25  | 2  | 0,08 |
| Total en su carrera | Total en su carrera | Total en su carrera | 169 | 21 | 7 | 1 | - | - | 176 | 22 | 0,12 |
| (1) Las copas nacionales se refiere a la Copa Argentina, a la Copa México y a la Copa Chile. (2) Las copas internacionales se refiere a la Copa Libertadores y a la Copa Sudamericana. (3) Media de goles por encuentro. No incluye goles en partidos amistosos. |                     |                     |     |    |   |   |   |   |     |    |      |